# Longview (utwór)
„Longview” – singel z albumu Dookie, amerykańskiego zespołu Green Day. Piosenka została napisana przez Billiego Joe Armstrong podczas odpoczynku po wydaniu poprzedniego albumu.

## Spis utworów
1. "Longview"
2. "Welcome to Paradise (Live)"
3. "One of My Lies (Live)"

### Teledysk
Akcja teledysku toczy się w starej suterenie zespołu. Koszt nagrania wyniósł 300 dolarów.